# Aeroporto di Pyongyang-Sunan
L'Aeroporto di Pyongyang-Sunan (평양 순안 국제 공항?, P'yŏngyang Sunan Kukche KonghangLR), citato anche come Aeroporto internazionale di Pyongyang Sunan (평양 순안 국제공항?, 平壤順安國際空港?, Pyeongyang Sunan Gukje GonghangLR), in inglese Pyongyang Sunan International Airport) (IATA: FNJ, ICAO: ZKPY), è il principale aeroporto che serve la città di Pyongyang, capitale della Corea del Nord. Dista 24 km dal centro della città.
Dispone di due piste in calcestruzzo, dotate di ILS, la più lunga delle quali (01/19) è anche la più trafficata, ospitando tutti i voli internazionali; la seconda (17/35) è adibita ai voli da e per destinazioni interne. Le operazioni di volo si svolgono dalle ore 06:00 alle 22:00 in estate e dalle 07:00 alle 21:00 in inverno.
L'aeroporto è hub della compagnia aerea di bandiera nordcoreana Air Koryo. Fino al 2000, Aeroflot serviva la struttura con voli da Mosca e da Chabarovsk, poi entrambi cancellati. La China Southern Airlines organizza altresì voli charter da e per Pechino, dapprima solo in alta stagione, da novembre 2006 tutto l'anno. Nell'aprile 2008, Air China avviò a sua volta i collegamenti con Pechino 3 volte alla settimana. Korean Air e Asiana Airlines effettuavano servizi charter da e per Seoul e Yangyang. Questi voli venivano sfruttati da cittadini coreani per visitare i loro parenti divisi dalla frontiera tra le due Coree.

## Storia

### Primi anni
Il primo aeroporto di Pyongyang si trovava a est del fiume Taedong, tuttavia l'avvento della seconda guerra mondiale rese evidente la necessità di un nuovo scalo maggiore, e così venne realizzato l'aeroporto di Sunan.
Durante la guerra di Corea, l'aeroporto venne occupato dalle forze delle Nazioni Unite per circa 7 settimane verso la fine del 1950, portando grandi quantità di ordigni bellici. Il 13 maggio 1953 l'aeroporto venne inondato quando l'US Air Force bombardò la diga di Toksan. Dopo la firma dell'armistizio, due mesi dopo, il governo nord coreano incominciò a ristrutturare e ampliare l'aeroporto.

### Sviluppo dagli anni 2000
Nel 2000, la compagnia di bandiera russa Aeroflot cessò i collegamenti diretti da Mosca, e in seguito anche quelli da Khabarovsk. China Southern Airlines offriva invece voli charter da Pechino, solamente durante l'alta stagione, ma anch'essa nell'ottobre 2006 chiuse i collegamenti. Nel marzo 2008 Air China ripropose tre collegamenti a settimana per Pechino. Korean Air e Asiana Airlines mettono inoltre a disposizione voli charter verso l'Aeroporto Internazionale di Incheon, in Corea del Sud, voli riservati alle visite delle famiglie coreane divise dal confine.

#### Modernizzazione
Nel luglio 2011 fu aperto il Terminal 2 dell'aeroporto, che andò ad affiancare il preesistente Terminal 1. La struttura della nuova aerostazione, in vetro e acciaio, segna un notevole stacco con l'austero stile sovietico del Terminal 1 che nel 2012 è stato sottoposto a ristrutturazione. Venne realizzata una nuova torre di controllo e un terminal VIP a nord di quello principale. Il progetto fu parte di una "campagna velocità" che coinvolse migliaia di lavoratori al fine di realizzare, in tempi record, il nuovo terminal. La maggior parte delle costruzioni venne realizzata a mano con semplici utensili e macchinari.
Il Presidente nordcoreano Kim Jong-un ispezionò più volte il cantiere e nel novembre 2014 approvò la ristrutturazione in progress di alcune parti del Terminal 2, perché risolvevano male il carattere internazionale dell'aeroporto e del crescente traffico aereo sia estero che soprattutto interno.

## Strutture

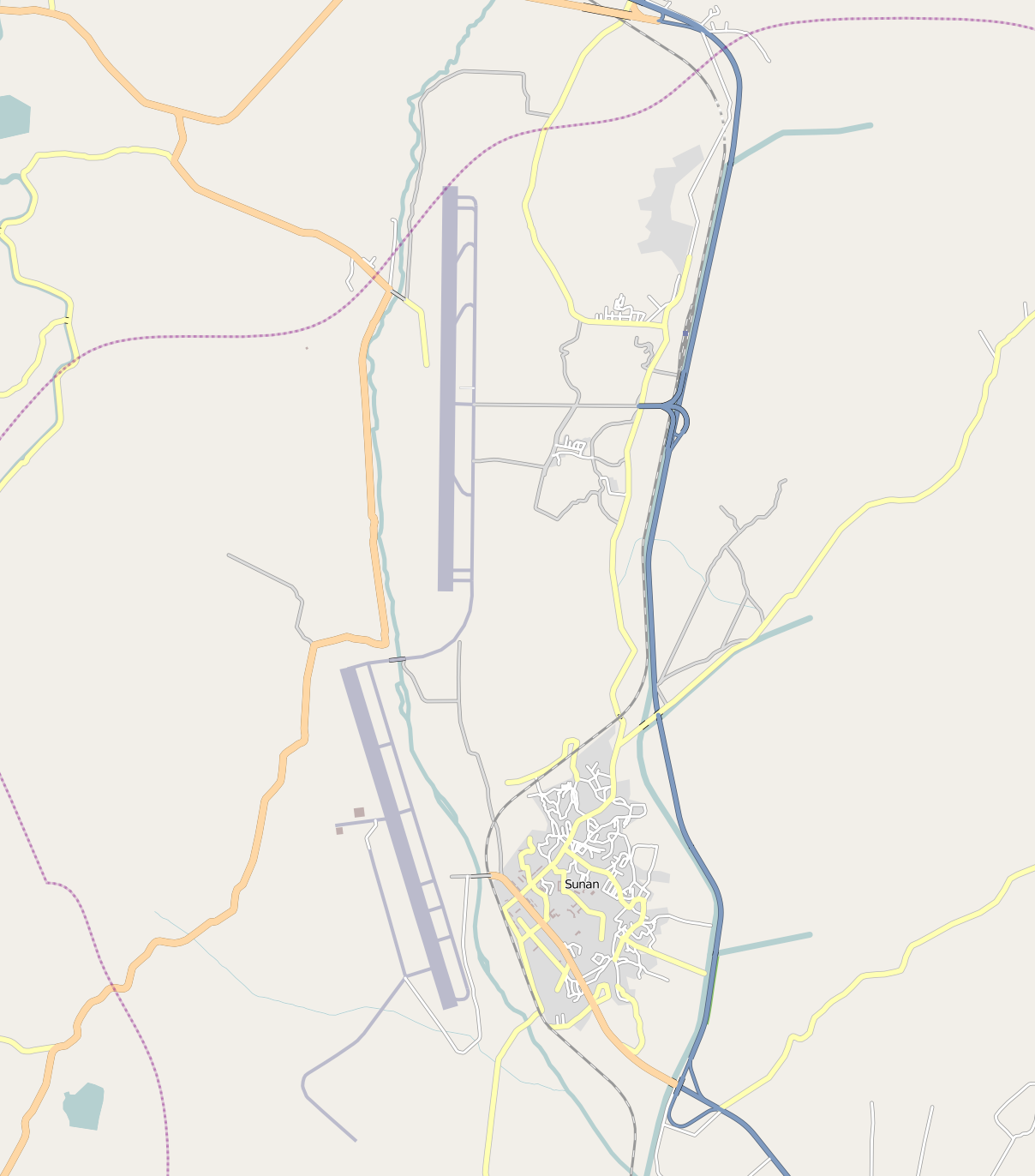
Mappa dell'aeroporto.

L'aeroporto è dotato di parcheggio, duty-free shop, sale per passeggeri di prima classe, deposito bagagli, fermate di taxi e sportelli bancari. L'Air Koryo garantisce un collegamento autobus diretto tra l'aeroporto e Pyongyang centro. I negozi aprono tra le ore 9:00 e le 10:00 e chiudono verso le 18:00.
L'aeroporto può gestire e rifornire quattro aerei contemporaneamente, e accoglierne in totale fino a 21. Vi è anche una zona di manutenzione per aeromobili, costituita da due hangar.

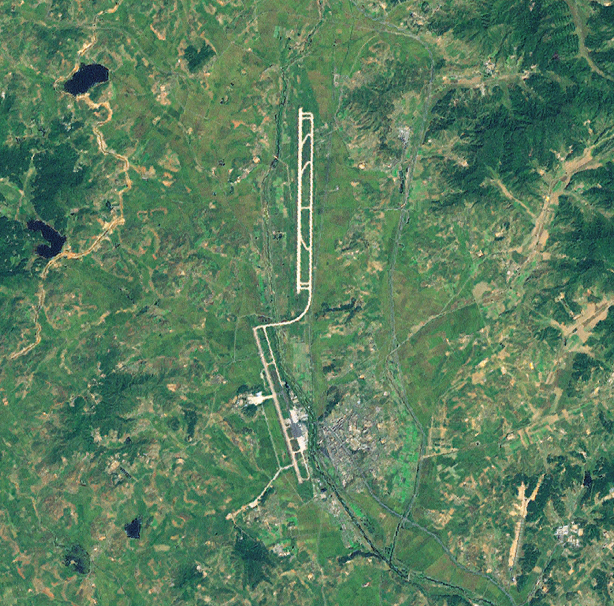
Foto satellitare dell'aeroporto e dell'area circostante.
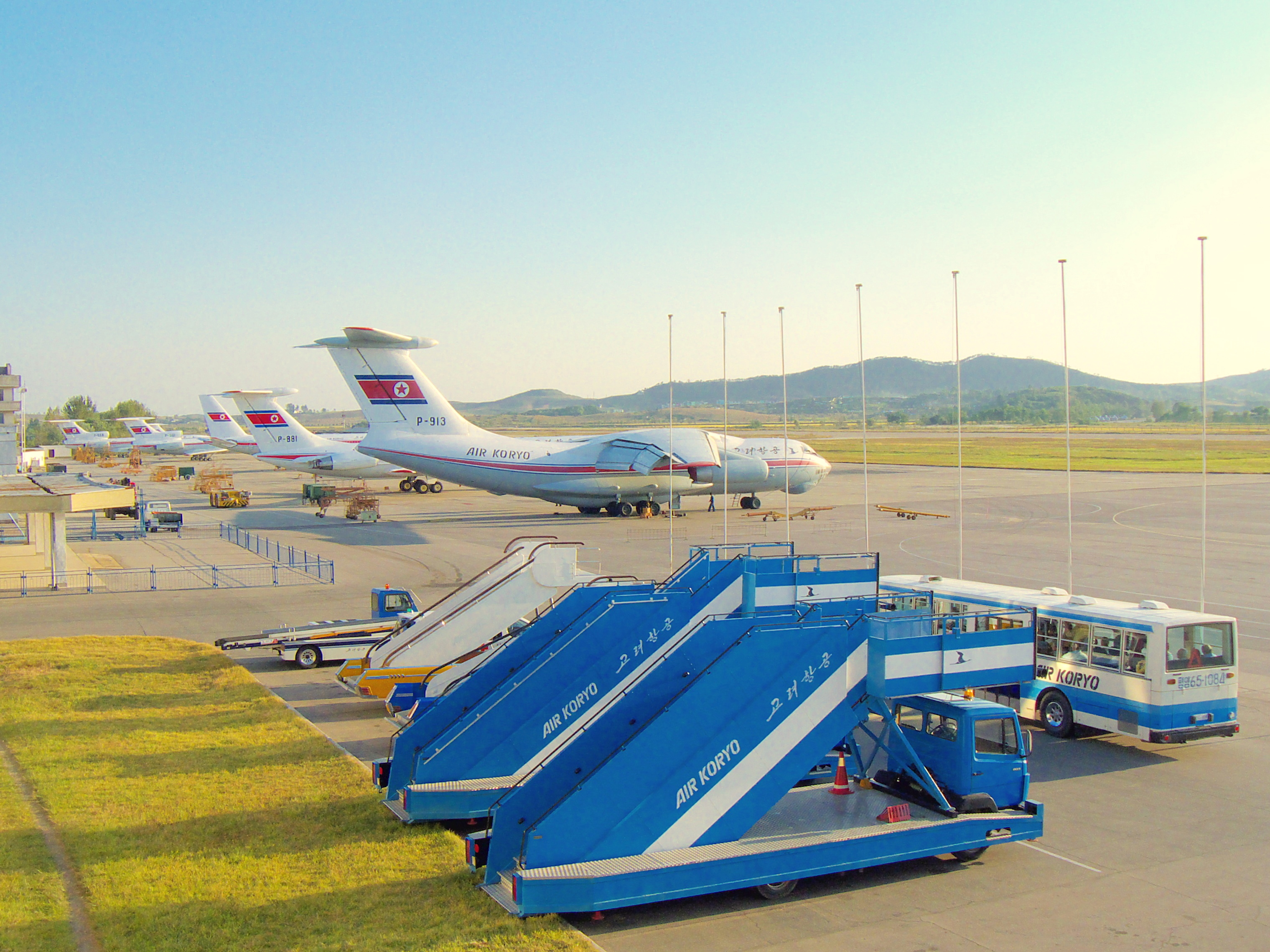
Velivoli Il-76, Tu-204, Il-62 e Tu-154 dell'Air Koryo parcheggiati all'aeroporto.
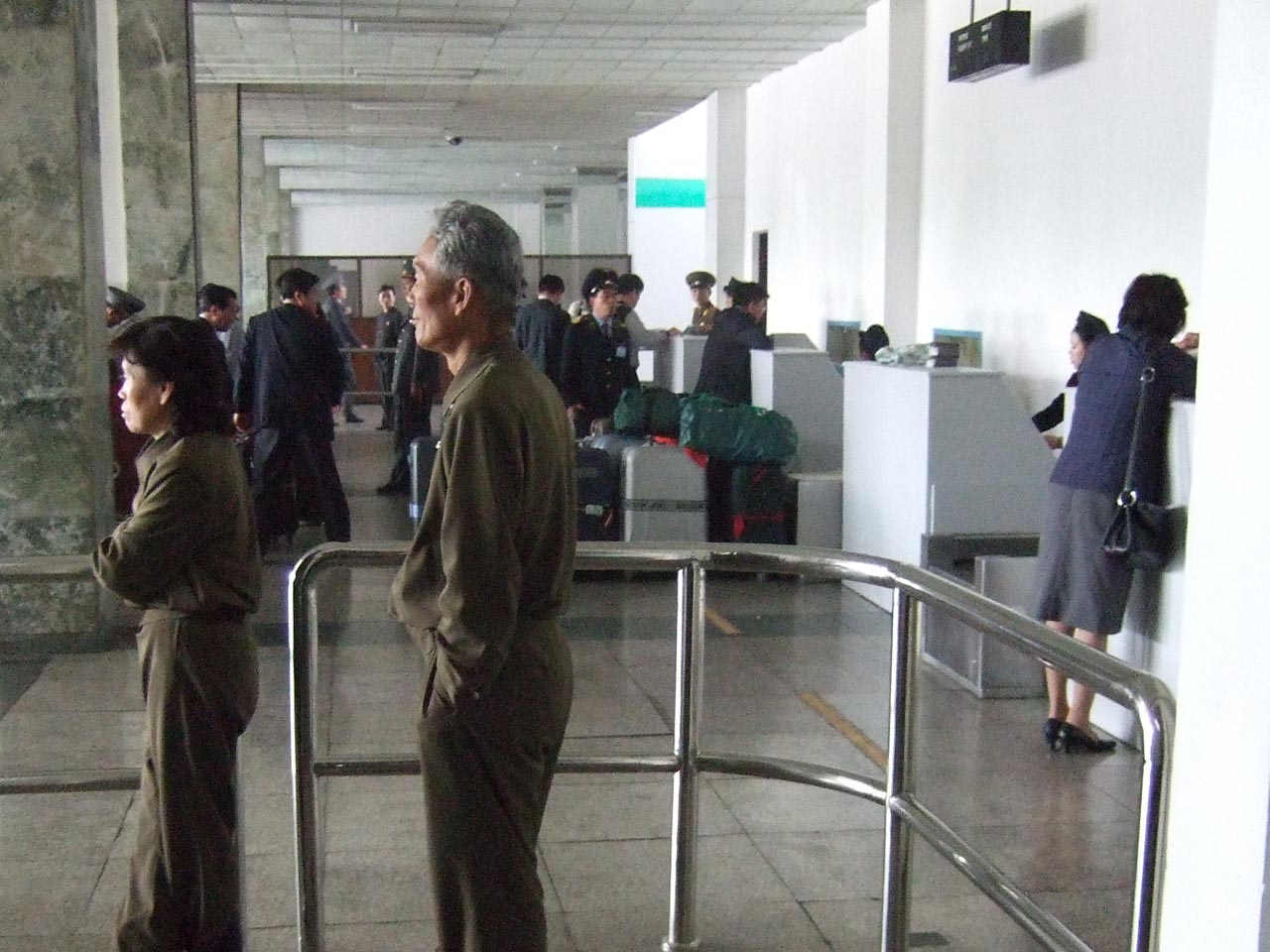
Banchi del check-in del Terminal 1 nel 2007.
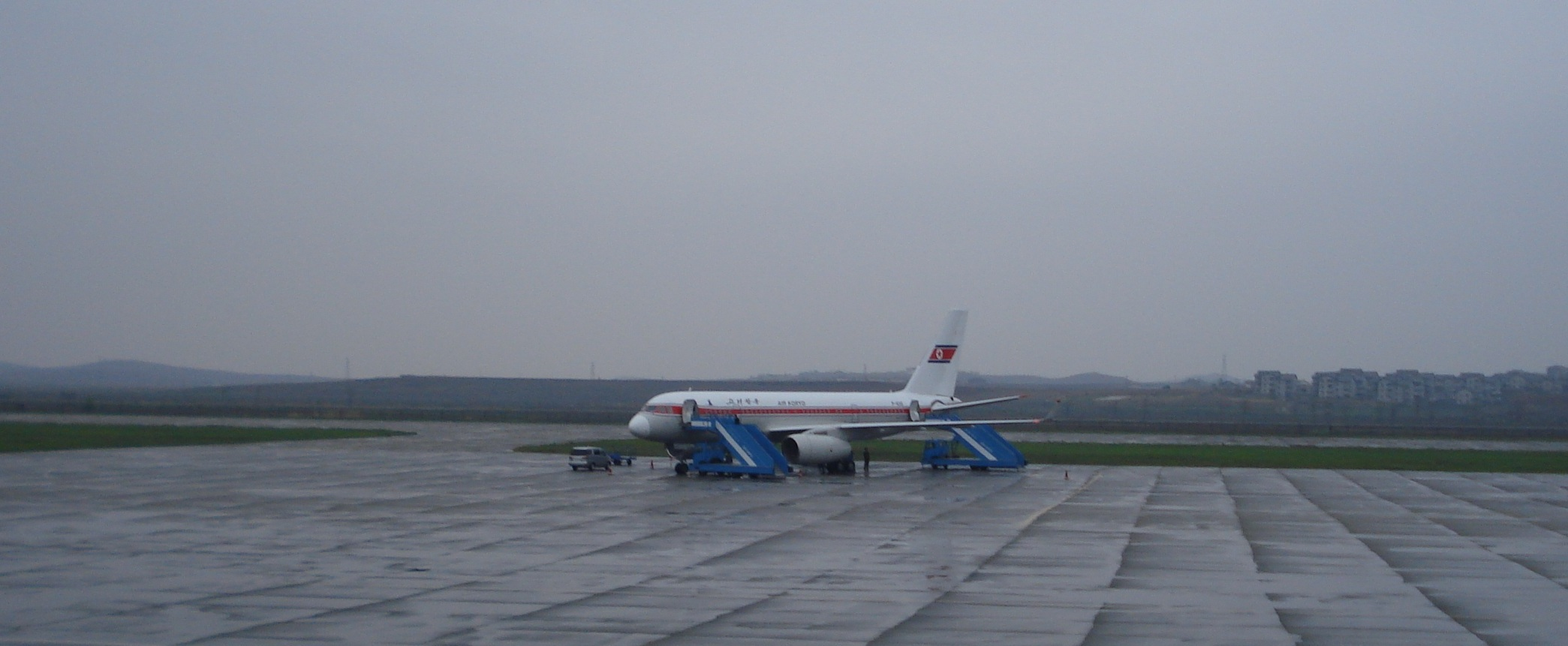
Tupolev Tu-204 dell'Air Koryo parcheggiato.
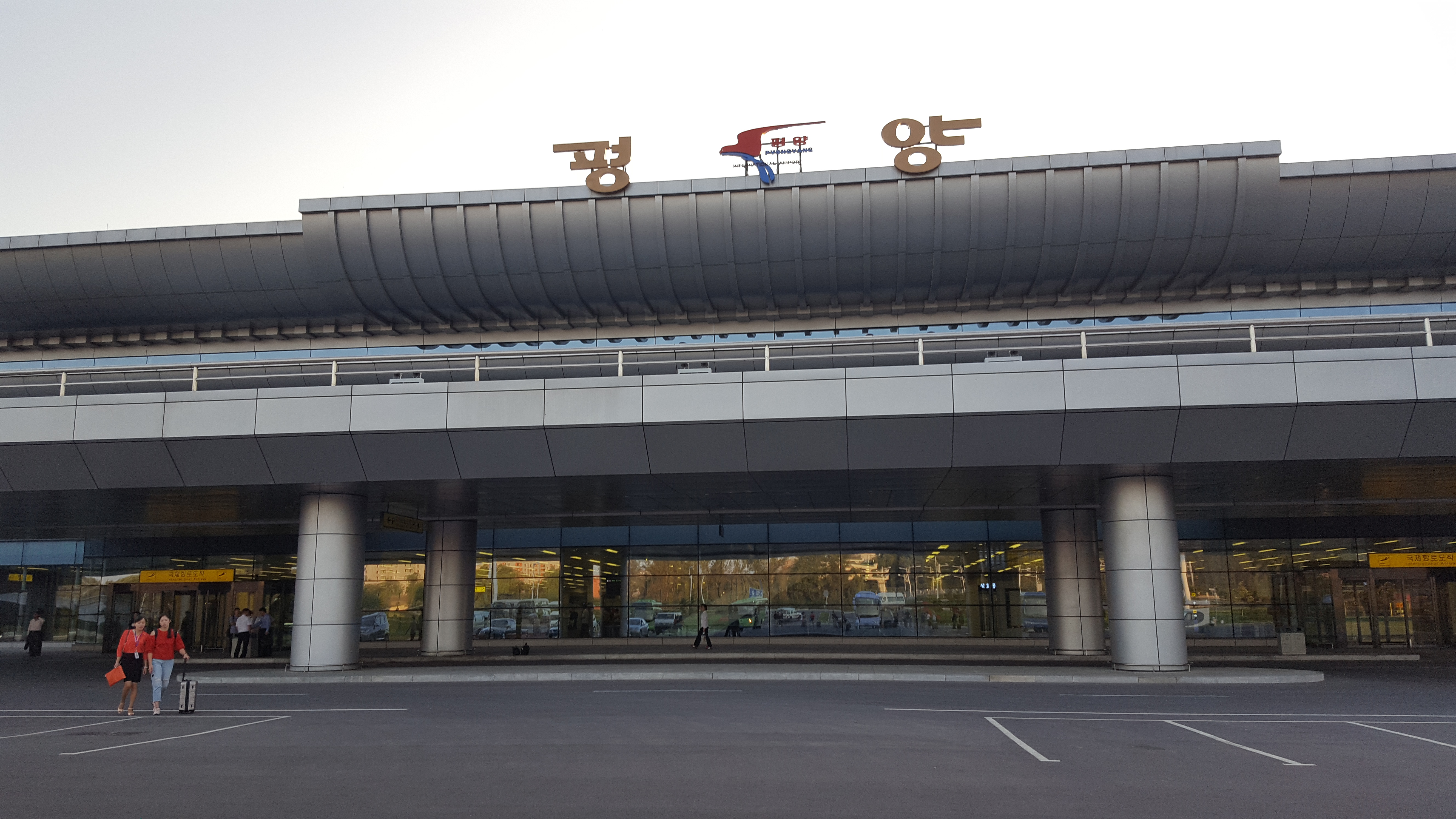
Il nuovo Terminal 2.
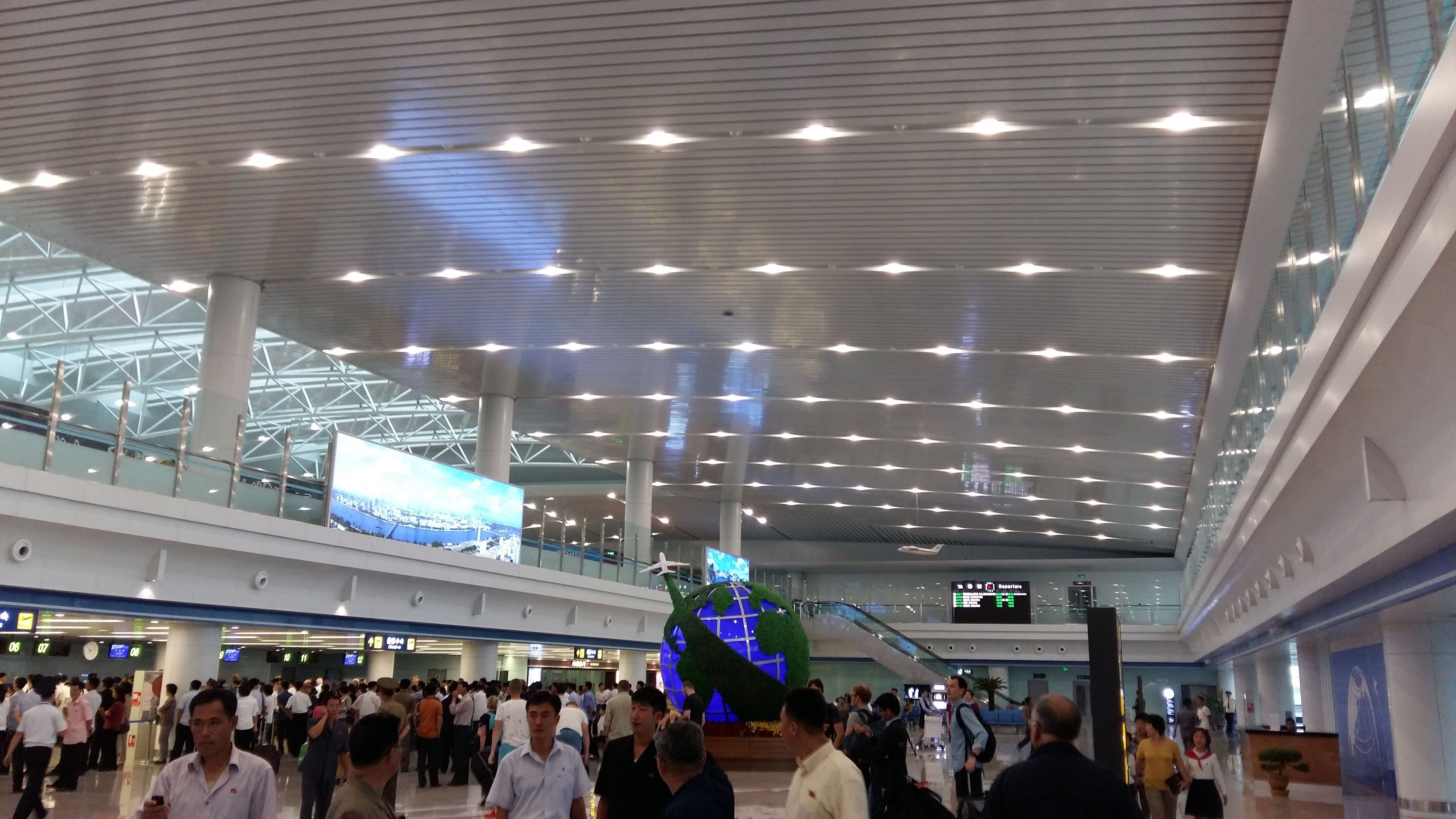
Il nuovo Terminal 2.
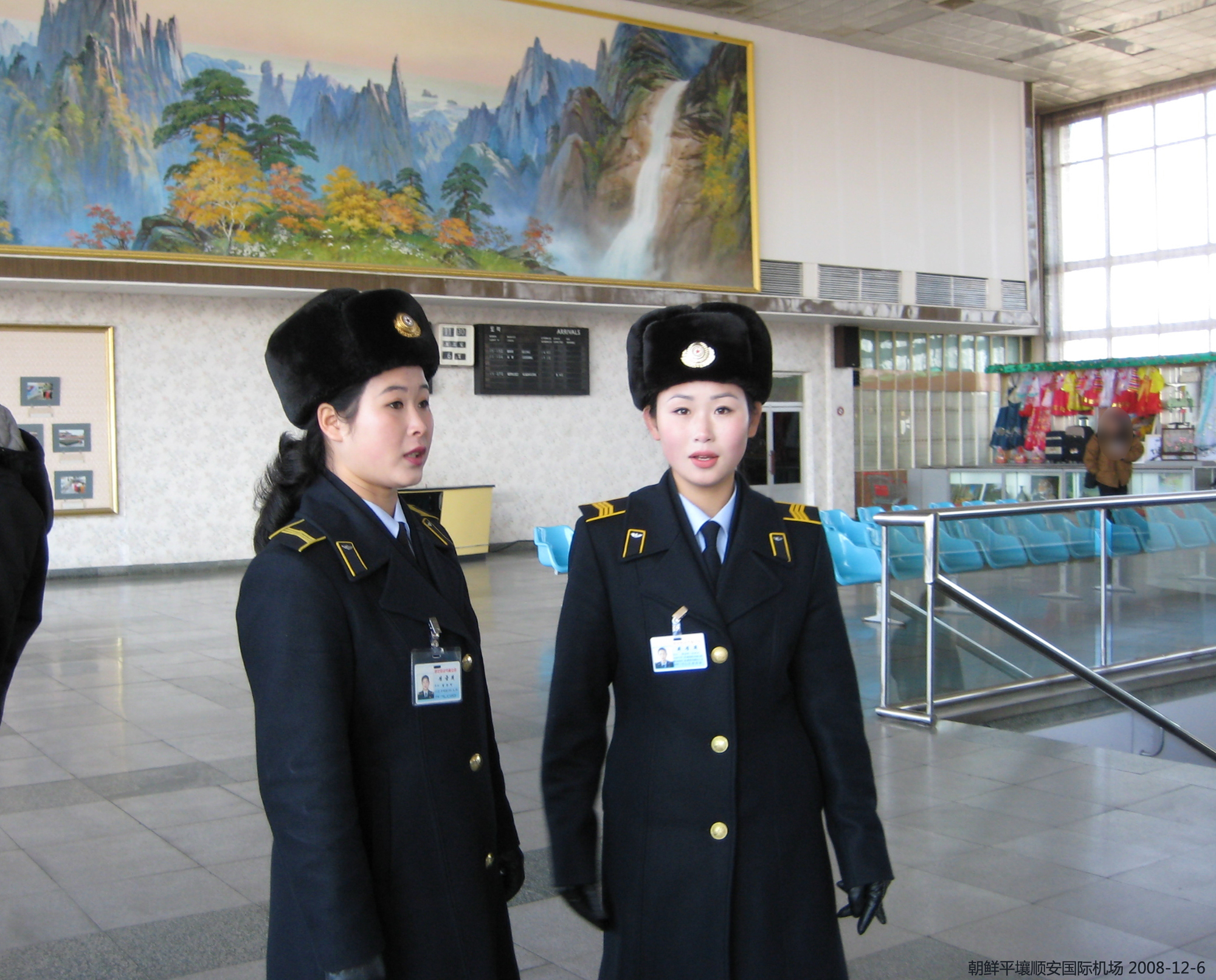
Ufficiali dell'aeroporto